# Levasy
Levasy – miasto w Stanach Zjednoczonych, w stanie Missouri, w hrabstwie Jackson.